# Армашевський Петро Якович
Петро́ Я́кович Армаше́вський (нар. 1 (13) січня 1851, с. Людкове Новозибківського повіту Чернігівської губернії, нині Брянської області Росії — 22 травня 1919, Київ) — український геолог-петрограф, російський монархіст. Доктор мінералогії та геогнозії (1903). Член Ради українських геологічних компаній. Член Київського товариства дослідників природи. Член Французького мінералогічного товариства.
Жертва ленінського терору.

## Життєпис
Народився у дворянській родині. По матері — Марії Матвіївні — був рідним племінником українського історика Олександра Матвійовича Лазаревського.
Закнічив Чернігівську класичну гімназію, 1872 року — природниче відділення фізико-математичного факультету Київського університету.

### Учений і педагог
Після закінчення університету Армашевського 28 березня 1873 року призначили хранителем мінералогічного кабінету університету. Упродовж 1873—1882 років він щоліта їздив у наукові відрядження в Чернігівську, Полтавську, Волинську, Херсонську та Таврійську губернії, де проводив геологічні спостереження. Результатом цих досліджень стала дисертація «Геологічний нарис Чернігівської губернії», за яку 1883 року фізико-математичний факультет Київського університету надав Армашевському ступінь магістра мінералогії та геології. У листопаді 1883 року його затвердили доцентом, а 1 лютого 1885 року — естраординарним професором кафедри мінералогії та геології.
У 1902—1904, 1911—1917 роках Армашевський був суддею професорського дисциплінарного суду університету.
28 березня 1903 року після публічного захисту на фізико-математичному факультеті Московського університету дисертації «Геологічні дослідження в області басейнів Дніпра та Дону» рада цього університету затвердила Армашевського доктором мінералогії та геології. Після цього він став ординарним професором Київського університету.

Зліва Гліб Олександрович Лазаревський, посередині професор Петро Якович Армашевський, справа Борис Олександрович Лазаревський. Конотоп, 1907

У 1905—1909 роках Армашевський був деканом фізико-математичного факультету.
У квітні 1906 року рада університету відрядила Армашевського в Санкт-Петербург для участі в з'їзді, який обирав членів Державної Ради від ученої корпорації.
1910 року Армашевський брав участь у XI Міжнародному конгресі з геології в Стокгольмі. Вершиною педагогічної кар'єри Армашевського стало затвердження його 24 червня 1917 року заслуженим професором Київського університету.
Армашевський був палким прихильником жіночої освіти. Він приклав багато сил для організації в Києві Вищих жіночих курсів (1878), декілька років був їх директором.
Керівник кафедри мінералогії та петрографії (1885—1916). Засновник наукової школи, до якої належали професори Володимир Лучицький і Олександр Дубянський.

### На благо Києва
Був знавцем нашарувань, на яких розміщений Київ. Армашевський — член комісій із питань артезіанського водопостачання Києва та запобігання зсувам нагірних його частин уздовж берега Дніпра. До більшовицького перевороту 1917 року — постійний голова думської комісії з цих питань. Розробив для Києва мережу артезіанських колодязів, яка давала змогу замінити дніпровську воду артезіанською. Розробив, запровадив і здійснював постійне інспектування системи штолень, що забезпечили припинення зсувів на Володимирській гірці та в інших місцях Києва.

### Громадський діяч
Армашевський був не тільки вченим і педагогом, але й активним громадським діячем. Так, він був:
- головою Опікунського товариства над Київським будинком працелюбства,
- віце-головою правління Товориства людителів старовини та мистецтв,
- головою Київського відділення Російського товариства охорони тварин,
- головою секції мінералогії при Київському товаристві любителів природи,
- членом спостережного комітету Товариства взаємного страхування майна від вогню в Києві,
- кандидатом у члени правління Київського товариства боротьби з дитячою смертністю,
- головою Товариства природодослідників у Києві,
- членом комітету зі спорудження пам'ятника Петру Столипіну.

### Монархіст
Армашевський брав активну участь у монархістському русі, був членом «Киевского Русского Собрания».
1908 року Армашевського обрали товаришем (заступником) голови «Киевского клуба русских националистов», які проголошували боротьбу проти «украинских и еврейских козней».
1912 року як делегат від Києва брав участь у Всеросійському національному з'їзді. Проте, коли 1913 головою Клубу став Анатолій Савенко, Армашевский у мотивованому листі склав із себе звання члена Клубу та перестав брати участь у його діяльності. Деякий час намагався налагодити видання газети правого спрямування «Киев», але через брак коштів і професійно підготовлених працівників часопис було закрито.

### Трагічний фінал
Про останні роки життя професора Армашевського повідав князь Микола Жевахов: «З приходом революції Петро Якович повністю відійшов від громадської діяльності та замкнувся у своєму кабінеті, прагнучи бути стороннім спостерігачем того сумбуру, який принесли так звані „свободи“. Він опрацьовував курс улюбленої кристалографії, перечитував класиків природознавства, заглиблювався в Святе Євангеліє».
Проте як прихильника монархізму Армашевського 14 травня 1919 року заарештувало Київське губернське ЧК. Через 8 днів його розстріляли. Разом з Армашевським загинуло ще чимало членів «Киевского клуба русских националистов».
У некролозі «Пам'яті П. Я. Армашевського» Володимир Вернадський писав: «Жетвою відступників від законів Божих і людських судилося загинути Петрові Яковичу. Не можна забувати цього злочину. Не почуття помсти воно повинно викликати в нас, але прагнення до морального відродження, духовного піднесення в боротьбі проти повернення пережитого жаху».
Дружина вченого Марія Володимирівна (уроджена графиня Капніст, по першому чоловікові — Врублевська чи Вревська) була правнучкою відомого письменника Василя Капніста і внучкою відомого математика і механіка академіка Михайла Остроградського. Вона ненадовго пережила чоловіка. Переховуючись від переслідувань спочатку в Києві, потім в Одесі, Марія Володимирівна не мала ні хвилини спокою від постійного страху потрапити в руки більшовиків. Восени 1920 роу вона захворіла на так і не з'ясовану лікарями хворобу й померла 19 грудня 1920 року в Одесі.

## Наукова робота
Праці Армашевського і, зокрема, складені ним геологічні карти Чернігівщини (1883) і 46-й аркуш загальної карти Росії, що охоплює майже всю Придніпровську низовину (1903), є однією з основ сучасної стратиграфії України.
Армашевський встановив палеозойські відклади на Волині (1898); істотно уточнив стратиграфію палеогенових відкладів України, обґрунтувавши при цьому існування канівського ярусу (1903); висунув водну гіпотезу походження лесу (1889); є одним з основоположників осадової петрографії; працював у галузі гідрогеології; вивчав київські зсуви; проводив археологічні дослідження.

## Праці
- О валунных образованиях в лессе Черниговской губернии и некоторых прилегающих местностях // Речи и протоколы 6-го съезда Русских естествоиспытателей и врачей. — Санкт-Петербург, 1880.
- Предварительный отчёт о геологических исследованиях в Полтавской губернии в 1883 году // Известия геологического комитета. — Т. 6. — 1883.
- Геологический очерк Черниговской губернии // Записки Киевского общества естествоиспытателей. — Т. 7. — Выпуск 7. — 1887.
- О нахождении Paludina diluviana в послетретичных образованиях Южной России // Записки Киевского общества естествоиспытателей. — Т. 10. — Выпуск 1. — 1889.
- Геологический очерк Черниговской губернии. — К., 1883.
- О геологическом строении Киева: [Публичная лекция]. — К., 1896.
- Публичные лекции по геологии и истории Киева. — К., 1897.
- К геологии Киева // Записки Киевского общества естествоиспытателей. — Т. 16. — Выпуск 1. — 1899.
- Общая геологическая карта России. Лист 46-й (Полтава — Харьков — Обоянь) // Труды геологического комитета. — Т. 15. — Выпуск 1. — 1903.
- Геологические исследования в области бассейна Днепра и Дона: Общая геологическая карта России. Лист 46 // Труды геологического комитета. — Т. 15. — Выпуск 1. — 1903.
- Армашевский П. Я. Публичные лекции по геологии и истории Киева, читанные П. Я. Армашевским и Вл. Б. Антоновичем в Историческом Обществе Нестора летописца в марте 1896 года. — Киев: Тип. К. Н. Милевского, 1897. — 2, 87 с., 1 л. ил. [Архівовано 4 серпня 2020 у Wayback Machine.]
- Армашевский П. Я. К вопросу о послетретичных образованиях Киева / соч. П. Я. Армашевского. — Киев: Тип. Н. Г. Пилющенко и К°, 1899. — 2, 4 с., 1 л. ил. [Архівовано 15 серпня 2020 у Wayback Machine.]